# Črmošnjice, Semič
Črmošnjice este o localitate din comuna Semič, Slovenia, cu o populație de 125 de locuitori.